# Chi Leonis
Chi Leonis (63 Leonis) é uma estrela na direção da constelação de Leo. Possui uma ascensão reta de 11h 05m 01.23s e uma declinação de +07° 20′ 10.0″. Sua magnitude aparente é igual a 4.62. Considerando sua distância de 94 anos-luz em relação à Terra, sua magnitude absoluta é igual a 2.31. Pertence à classe espectral F2III-IVvar.